# Militärkrankenhaus in Vračar

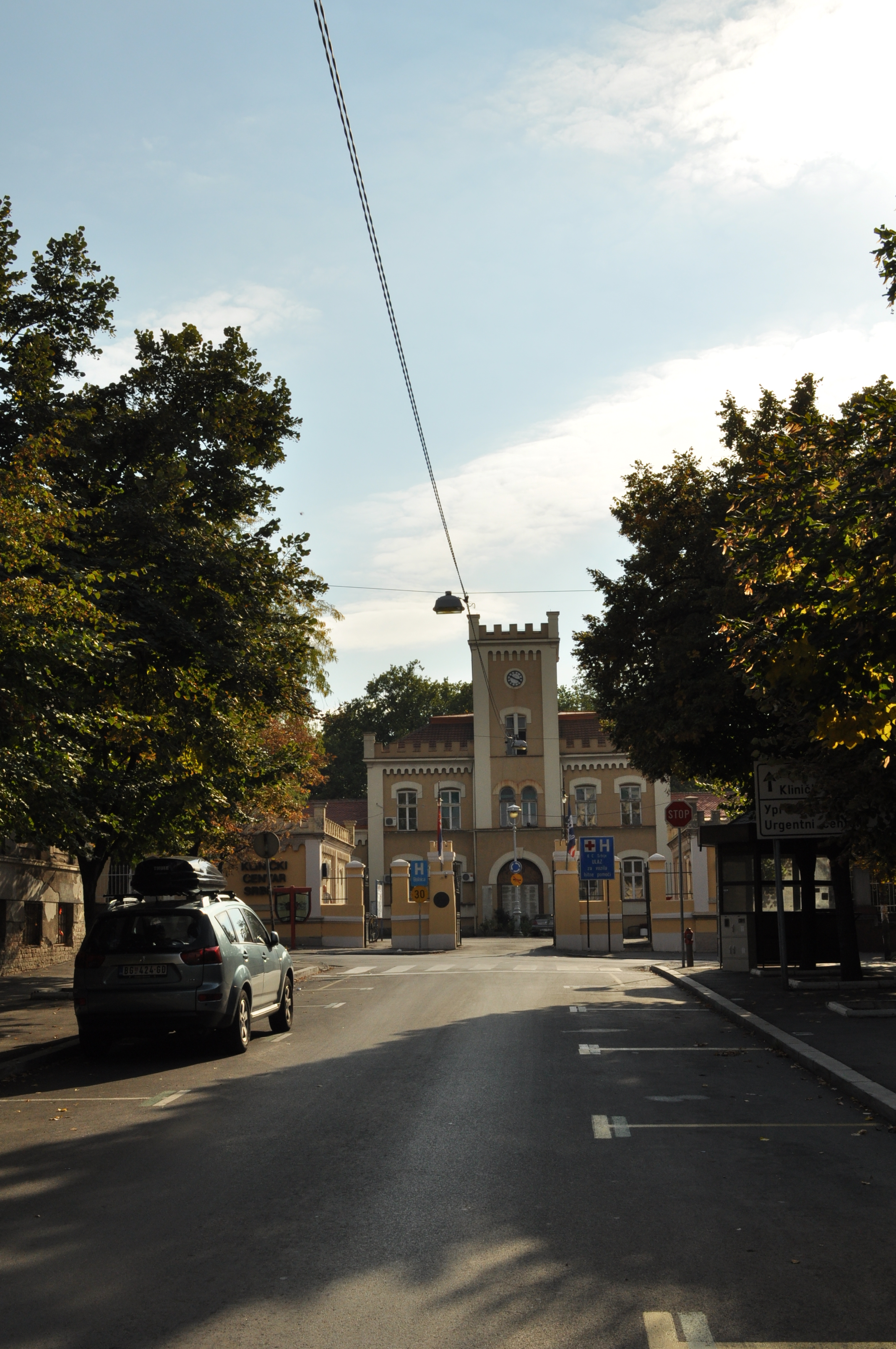
Das Militärkrankenhaus in Vračar

Das Militärkrankenhaus in Vračar in Belgrad in der Stadtgemeinde Savski Venac wurde von 1904 bis 1909 erbaut. Es zählt zum unbeweglichen Kulturgut als Kulturdenkmal.

## Vorgeschichte
Der 1889 aus Polen nach Serbien gekommene Arzt Roman Sondermeier schrieb in seiner Autobiographie über das zuvor bestehende Krankenhaus: „das Krankenhaus und die Zustände, die ich dort vorgefunden habe, haben einen schrecklichen Eindruck hinterlassen“. Er initiierte im selben Jahr 1889 den Bau eines neuen Krankenhauses, dessen Errichtung im Jahre 1903 begann. Dazu bot die Belgrader Gemeinde dem Militär das Grundstück in West-Vračar im Tausch für das Stück Land an, wo sich die Palilula-Kaserne befand. In seiner ursprünglichen Form überlebte das neugebaute Krankenhaus den Beschuss im Ersten Weltkrieg ohne schweren Schaden. Ende der 1920er Jahre kamen im Rahmen von Reparationen neue Geräte aus Deutschland sowie Mittel für Rekonstruktionen und die Erweiterung des bestehenden Krankenhauspavillons. Im Jahr 1930 öffnete das Militärkrankenhaus zum zweiten Mal offiziell. Die erste Rekonstruktion hatte weder räumliche Funktionalität noch das Aussehen beeinträchtigt. Bei weiteren umfangreichen und stilistisch inkohärenten komplexen Rekonstruktion in der Nachkriegszeit, insbesondere in den frühen 1960er Jahren, wurden einige Pavillons komplett renoviert und einige ergänzt. Zu den im Krieg nicht beschädigten und auch später verschonten Gebäuden zählt das zentrale Verwaltungsgebäude mit dem Haupteingangsbereich, ein teils einstöckiges, teils mehrstöckiges Gebäude (im zentralen Risalit) mit zentralem zweistöckigen Turm. Der ehemalige zentrale Eingang wurde vermauert, und die innere Raumgestaltung in diesem zentralen Teil so umfunktioniert, dass heute das Gebäude durch die Flügel betreten wird.

## Architektur
Die Stadtentwicklung des Klinischen Zentrums Serbiens begann Mitte des 19. Jahrhunderts auf dem Grundstück, wo sich auf der West- und Südseite eine Grünanlage befand und auf der Ostseite freie Fläche, wo nach dem Ersten Weltkrieg die Kliniken der Medizinischen Fakultät gebaut wurden. Innerhalb des Krankenhausgrundstücks ist ein Großteil der Fläche bepflanzt und mit einer Parkanlage bedeckt. Der Bau des Militärkrankenhauskomplexes auf einer Fläche von ca. 8 ha lag in Händen des Architekten Danilo Vladisavljević, der damals in Diensten des Kriegsministeriums stand. Er galt als Beispiel moderner Krankenhausarchitektur des Pavillon-Typs und als erste komplett erreichte räumliche Komposition auf der Basis doppelt symmetrisch angeordneter Gebäude, ebenso die architektonische Lösung des Haupteingangs in der Achse der Svetozar-Marković-Straße. Dies führte zu einer Veränderung des Regulierungsplans von Belgrad: Abschaffung der Erweiterung der Resavska-, Svetozar-Marković-, Kralj-Milutin- und Višegrad-Straße und Erschaffung von fünf neuen Blöcken im Bereich des Krankenhauses. Das Verwaltungsgebäudes gab dem westlichen Vračar eine bemerkenswerte Silhouette. Der Komplex mit 12 Gebäuden gilt als eine erfolgreiche architektonischen Leistung, sowohl vom Aspekt der utilitaristischen als auch der architektonischen Ästhetik in der Geschichte der Belgrader Stadtplanung. Unter Einfluss der deutschen Schule verwendete Vladisavljević den romanischen Stil, der für diese Art von Gebäude in Deutschland typisch war. Darüber hinaus ist auch die Anwendung von reduzierten Dekorelementen bemerkbar. Das Militärkrankenhaus galt als repräsentativ für den modernsten stilistischen Ausdruck seiner Zeit hinsichtlich Funktionalität des medizinischen Dienstes und architektonischer Lösungen.

## Bedeutung
Als medizinisches Zentrum, nicht nur militärisch, sondern auch von Bedeutung für die Entwicklung der Krankenhäuser in Serbien und Belgrad, bildete das Militärkrankenhaus das beste Personal aus und als Bildungszentrum war es der Kern, aus dem die Medizinische Fakultät der Universität Belgrad entstand.